# Parafia św. Józefa w Passaic
Parafia św. Józefa w Passaic (ang. St. Joseph's Parish) – parafia rzymskokatolicka położona w Passaic w stanie New Jersey w Stanach Zjednoczonych.
Jest ona wieloetniczną parafią w diecezji Paterson, z mszą św. w j. polskim dla polskich imigrantów.
Ustanowiona w 1892 roku i dedykowana św. Józefa.